# Уродина (фильм)
«Уродина» (англ. Uglies; с англ. — «уродцы») — американский научно-фантастический фильм 2024 года, снятый режиссёром Макджи по сценарию Джейкоба Формана, Ванессы Тейлор и Уита Андерсона. Сюжет фильма основан на одноименном романе Скотта Вестерфельда, действие которого разворачивается в постапокалиптическом будущем. Возникшее на руинах старого мира антиутопическое общества разделено на «уродливых» и «красивых». «Красивыми» становятся подростки в возрасте 16 лет, благодаря косметической операции, устраняющей внешние недостатки вместе с внутренним свободолюбием и бунтарством. В фильме снимались Джои Кинг, Кит Пауэрс, Чейз Стоукс, Брианна Тджу, Ян Луис Кастелланос, Чармин Ли и Лаверна Кокс. Фильм дебютирован на Netflix 13 сентября 2024 года и получил негативные отзывы критиков.

## Сюжет
После исчерпания ископаемых ресурсов мир будущего погрузился в хаос. Чтобы сохранить человечество, ученые сначала создали генетически модифицированные орхидеи, которые являются новым источником энергии, а затем разработали хирургическую процедуру по улучшению внешности и физической формы людей, чтобы предотвратить дискриминацию из-за внешности. Подросткам-«уродцам» делают операцию, когда им исполняется шестнадцать лет, прежде чем позволить стать частью города «красавчиков», погружённого в непрерывное празднество.
Талли и ее лучший друг Перис готовятся стать красивыми, но Перис, будучи на три месяца старше, отправляется на операцию первым. У них обоих есть общие шрамы на руках, которые они поклялись сохранить после процедуры. Они также обещают остаться друзьями и встретиться снова.
Талли, не дождавшить Периса в условленном месте, пробирается в город. Здесь она сталкивается с ним лицом к лицу, но обнаруживает, что стала ему безразлична, а шрам, который он поклялся сохранить, исчез. Когда Талли обнаруживают, Стражи преследуют её до границы города, но оказавшаяся рядом Шэй увозит её прочь. Шэй мечтает о свободе, не желая становится красивой, и рассказывает Талли о Дыме — стране свободы, существующей в гармонии с природой и описанной в книге Генри Дэвида Торо «Уолден». Шэй уговаривает Талли пойти с ней, отказаться от операции и найти Дым и его лидера Дэвида. Талли отказывается, и Шэй уходит одна.
В шестнадцатый день рождения Талли привозят в медицинский центр, но отказывают в проведении процедуры, пока она не расскажет доктору Кейбл, руководителю центра, где находится Шэй. Кейбл убеждает Талли, что Дэвид опасен и причинит вред Шэй. Дым также создает оружие, чтобы уничтожить город. Талли отправляется в качестве шпиона в Дым, где встречает Шэй и знакомится с Дэвидом.
Жители Дыма раскрывают правду, что источник энергии, орхидеи, токсичны для природы, поэтому мятежники сжигают поля орхидей. Талли и Дэвид проводят время вместе и сближаются. Он знакомит девушку со своей семьёй. Родители Дэвида, пластические хирурги, раньше работавшие на Кейбл, раскрывают правду об операциях: в результате процедуры подавляется свобода воли человека, поэтому «красивыми» легко управлять. Немногим избранным даётся лекарство, чтобы они стали учеными, работающими над усовершенствованием процедуры, и родители Дэвида как раз такие учёные, которые, узнав правду, сбежали. С тех пор они работают над созданием лекарства, одну часть которого им удалось создать в Дыме, а другую можно найти в медицинском центре.
Узнав правду, Талли отказывается от своего шанса стать «красивой» и бросает в огонь трекер, который дала ей Кейбл, в костёр. Однако это активирует его, и вскоре Кейбл прибывает в дым. Вместе с ней — усовершенствованные «красивые», превращённые в суперсолдат, одним из которых стал Перис.
После быстрого и безнадёжного боя мятежники оказываются пленёнными, и только Дэвиду с Талли удается остаться непойманными. Чтобы вынудить их раскрыть себя, Кейбл приказывает Перису убить отца Дэвида. Дэвид и Талли выходят из укрытия, и все узнают, что Талли предательница. Она устраивает взрыв, и в суматохе ей и Дэвиду удается скрыться. Пленённых мятежников увозят, чтобы превратить в «красивых», а Дэвид решает их спасти. Несмотря на предательство, он соглашается, чтобы Талли провела его в город и медицинский центр.
Талли и Дэвид добираются до общежития «уродцев» и реализуют план спасения захваченных мятежников. Бунтующие подростки отвлекают внимание Стражей, а Талли с Дэвидом пробираются в центр. Им удаётся освободить всех участников Дыма, кроме Шэй, которая первой отправлена на операцию. Полностью изменившаяся и забывшая прежние убеждения, она всё же уходит вместе с мятежниками. На крыше им преграждает путь Перис, Талли пытается пробудить его истинную личность. Кажется, Перис вспоминает себя, но Дэвид, защищая Талли, сбрасывает его со здания в воду.
Во время побега мать Дэвида забирает вторую часть лекарства. Тем не менее, она не может дать его Шэй, так как та отказывается, будучи вполне довольной своей красотой. Талли вызывается добровольно пройти операцию, а затем протестировать лекарство. Она клянется, что не забудет стремления к справедливости. Мятежники уходят, а Талли сдается Кейбл.
В последней сцене Талли возвращается после операции в свой новый дом. Она стала «красивой», но шрам на её руке показывает, что она ничего не забыла.

## В ролях
- Джоуи Кинг — Талли Янгблад
- Брианна Тью — Шэй
- Кит Пауэрс — Дэвид
- Чейз Стоукс — Перис
- Лаверн Кокс — доктор Кейбл
- Чармин Ли — Мэдди
- Джей Девон Джонсон — Аз
- Ян Луис Кастелланос — Крой

## Производство
В 2006 году 20th Century Fox приобрела права на роман «Уродина» и объявила о разработке полнометражной экранизации. В качестве продюсера был назван Джон Дэвис. В сентябре 2020 года проект был повторно анонсирован, а Джоуи Кинг получила главную роль Талли Янгблад и заняла место исполнительного продюсера фильма. Кинг присоединилась к проекту, так как была поклонницей серии романов Джона Дэвиса.
Макджи стал режиссером, а Кристу Вернофф присоединился к команде сценаристов. Продюсерами выступили Джон Дэвис, Джордан Дэвис, Робин Мейзингер, Дэн Спило, Макджи и Мэри Виола. Проект представляет собой совместный проект компаний Davis Entertainment Company, Anonymous Content, Industry Entertainment и Wonderland Sound and Vision. Позже в том же году Кит Пауэрс, Брианна Тью, Чейз Стоукс и Лаверн Кокс присоединились к съёмочной группе в качестве актёров второго плана. В феврале 2022 года Кинг сообщил, что съёмки прошли в Атланте в декабре 2021 года.

## Релиз
Фильм дебютировал на Netflix 13 сентября 2024 года. За первые три дня (с 13 по 15 сентября) фильм собрал 20 миллионов просмотров.

## Отзывы
По данным агрегатора Rotten Tomatoes, только 16 % из 56 обзоров положительно оценили фильм, средний рейтинг которого в результате составил 3,5 из 10. Сайт Metacritic, использующий средневзвешенную оценку, присвоил фильму 34 из 100 баллов на основе 15 обзоров, охарактеризовав отзывы как «в основном отрицательные».

## Планы
В сентябре 2024 года автор серии романов об «уродине»Скотт Вестерфельд выразил заинтересованность в создании сиквела фильма. Подтверждая потенциальную возможность продолжения серии фильмов, автор заявил, что адаптация «Уродины» и последующей серии «Самозванка» предлагается студиям, связанным с проектом.